# 2011年12月中國大陸

## 12月31日
- 广东乌坎维权村民称曾在看守所遭虐待，薛锦波去世的当晚看守所里有长时间哀嚎。记者发现村里被安装摄像头。中国新闻周刊
- 中国红十字会决定撤销商业系统红十字会[1]。
- 深圳公交司机感染高致病性禽流感死亡[2]。
- 山西“公考状元体检被刷”续：人社局副局长被捕[3]。
- 内蒙古党委原副秘书长涉贪污受贿一审被判死缓[4]。
- 河南新野工商所挨户罚款后允许商铺继续经营[5]。

## 12月30日
- 广东省卫生厅通报深圳发现1例人感染高致病性禽流感疑似病例。这名患病的公共汽车司机病情危重，且一月内未接触禽类或外出。新华网（页面存档备份，存于）
- 赖昌星承认走私行贿，数十名国家工作人员涉案[6]。

## 12月29日
- 中国政府公布了2011年中国航天的白皮书，明确未来五年将发射空间试验室，实现“长征五号”、“长征六号”和“长征七号”的运载火箭首飞，并发射“神舟九号”和“神舟十号”飞船，为空间站的建设做技术准备，并推进登月的前期论证。美国之音
- 湖南省长沙市当局在某体育馆举行死刑公判大会，15名犯人均脖套“毛巾”。（页面存档备份，存于）
- 国家文物局公布第三次全国文物普查结果显示约4.4万处已登记不可移动文物消失。本次文物普查新发现梁思成、林徽因在北京的故居。新京报
- 广东公安厅出入境政务网，444余万条用户信息被曝人人可见。公布漏洞的月光博客称，已经留了一个月的时间给出入境政务网修补漏洞。南方网
- 福建省厦门市当局称避孕药实名制可控制性別選擇式堕胎，避孕药实名制已经在福州、厦门和三明等地实行。广州日报
- 合肥一塑胶厂大火烧红半边天，厂区消防栓竟无水[7]。
- 宁芜线火车与轿车相撞致1人死亡[8]。
- 广东乌坎原村委会换届选举被认定违法[9]。
- 温州动车事故54名责任人受到严肃追究[10]。
- “超速局长”驾警车撞死幼童，法院判双方负同责[11]。

## 12月28日

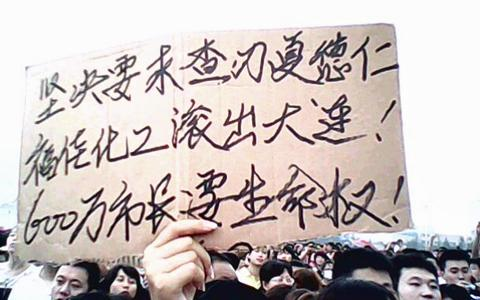
大连市长曾用扩音器承诺搬迁PX项目

- 媒体称大连市政府收回搬迁PX项目决定，小范围传达重开工消息。部分网站的报道被迅速删除。[]正义网（页面存档备份，存于）（参见4个月前大连反对PX项目游行，07年厦门PX项目）
- 河北豪华小学非法占地300亩，村民举报被打断腿()。
- 黑龙江一辆客车高速公路追尾撞上货车,7死13伤(（页面存档备份，存于）)。
- 媒体报道安徽省宿州市埇桥区杨庄乡一证照齐全的诊所一年半4人输液死亡，原因不明。政府称不知情、管不过来。监管机构防保所称医院死人很正常。中国青年报（页面存档备份，存于）

## 12月27日
- 国家游泳中心（水立方）今年亏损逾千万元人民币，向政府求扶持。新京报[]
- 河南6警察杀人伪装自杀现场，死者遗体7年后下葬[12]。
- 日本警官开枪打死在日中国人获无罪，法官称系正当防卫[13]。
- 韩国允许海警在取缔中国渔民“非法活动”时开枪射杀[14]。
- 陕西太白县：液化气罐车压着甲醇罐车，事故造成2死3伤[15]。
- 因不满年终奖减少以及中韩员工年终奖的区别对待，LG南京工厂约8000人自昨日开始的罢工持续进行，罢工工人进入工厂食堂打砸公共设施并推倒圣诞树。LGD否认年终奖区别对待，并解释减少的原因乃业绩不佳。（页面存档备份，存于）

## 12月26日
- 联合国最高人权官员纳维·皮莱在日内瓦发表声明称，给异议人士判刑是在中国保护和促进人权方面的严重挫折，而且是政府日益升级的镇压人权捍卫者活动的证据。美国之音（页面存档备份，存于）
- 刑诉法修正案二审草案严限“秘密拘捕”规定，律师伪证罪须由异地机关侦办 [16]。参见：李庄案
- 北京“天上人间”歌舞厅副总涉嫌介绍卖淫罪获刑[17]。
- 央视大火案牵出工程腐败，徐威罪上加罪被判20年[18]。

## 12月25日
- 辽宁省阜新市某村房屋开发占地价格不一，同在一个城市，同属城郊地带，有关部门的柯扣上亿元动迁费用，百姓几次上访都被相关部门压制，导致连续发生跳楼等事件，相关部门表示只要不出现人命就没事，政府部门承担所有责任。[來源請求]

## 12月24日
- 云南省广南县载有12名学生的面包车翻入山谷致7死7伤(（页面存档备份，存于）)。
- 国家质检总局公布液体牛奶抽检结果，蒙牛乳业（眉山）有限公司、福建长富乳品有限公司两批产品被查出强致癌物黄曲霉素超标。
- 广东虎门交通分局局长涉嫌强奸女下属被批捕()。
- 湖南湘潭最大涉黑团伙案73人被控20项罪名()。
- 北京大学校长周其凤在长沙市一中对长沙市一中、湖南师大附中、雅礼中学、长郡中学的学生发表演讲称，美国教育一塌糊涂，连总统都不懂尊重人。新华网 Archive.today的存檔，存档日期2013-04-28

## 12月23日
- 河北省邢台市一国税分局局长酒后驾公车撞断护栏后逃逸。燕赵都市网（页面存档备份，存于）
- 广东省人大代表龙利源在阳春市吃猫肉火锅中毒身亡。北京晨报
- 广东省珠海市消费者委员会回应有关其招聘接线员必须为男性且身高195cm以上的质疑，称消费者委员会缺一个篮球中锋，同时否认招聘被暂停，称只是被推迟。新华网（页面存档备份，存于）
- 四川省异议人士陈卫因言获罪重判九年。检察院在起诉书中说，陈卫涉嫌犯罪的证据是近年来在网上发表的几篇文章，其中《制度之疾与宪政之药》等文章在网上流传广泛，影响恶劣。辩护律师称辩护权未得保护。美国之音
- 联合国人权事务高级专员纳维·皮莱透过其发言人称对中国当局，神秘地撤销疑似已被软禁在不为人知处20个月的高智晟的缓刑感到不安。美国之音（页面存档备份，存于）

## 12月22日
- 为贯彻中共“发展健康向上的网络文化”的要求，中国主要微博已全部实行实名登记制。新浪微博等新老用户不实名不能发言。
- 中共中央政治局常委、国家副主席习近平访问越南，官方欢迎队伍中出现大量“六星旗”。环球网（页面存档备份，存于）
- 河南省洛阳市公安局原副局长李小选等多名警员实名向监察厅举报原监察厅副厅长、现任司法厅厅长王海文。《南方都市报》记者纪许光称采访王海文后，手机被当地监察厅一副厅长充值数千元。中国移动告知纪许光，话费不能退，过期作废。黑龙江晨报
- 河北农业大学一在读博士27刀杀死孕妻,被判死缓(（页面存档备份，存于）)。
- 佛山“车震门”续：车主与两娼淫乱，涉故意杀人(（页面存档备份，存于）)。
- 网曝环卫工劝阻女子丢垃圾被打死，当地称系猝死()。
- 美国8名军人涉嫌虐待华裔士兵致死遭起诉()。
- 石油四川油气田气井井喷已造成4人受伤1人失踪(（页面存档备份，存于）)。
- 深圳男子身浇汽油,抱一女老总自焚(（页面存档备份，存于）)。
- 环保部：明年起直辖市及省会监测发布PM2.5 数据(（页面存档备份，存于）)。
- 山西焦煤董事长白培中被免职,传家中被劫5000万()。

## 12月21日
- 云南丘北载学生马车与卡车相撞，2死20余伤[19]。
- 《解放军报》报道广州军区战士休假回江苏省老家，被拆迁人员殴打住院，军队出面为其维权——讨得赔偿款。央视新闻（页面存档备份，存于）
- 媒体称多省一把手密集拜会铁道部，商讨铁路建设暗藏利益博弈。新快报（页面存档备份，存于）
- 青岛聂磊涉黑案开审，多家媒体被临时取消旁听[20]。
- 罗永浩再砸20台西门子冰箱维权[21]。
- 津沪渝等9地PM2.5超标严重[22]。
- 广东工作组进驻陆丰解决乌坎事件[23]。
- 四川筠连一民房私存民爆品发生爆炸，已致4死12伤[24]。
- 孩子内向成校园奴仆，被同学逼着舔脚趾喝洗脚水[25]。
- CSDN包含用户邮箱地址及明文密码的数据库被公开。CSDN（页面存档备份，存于）

## 12月20日
- 《電影產業促進法(徵求意見稿)》公布，未经允许不得参加电影节、参展。中央日报（参见禁片《活着》参加戛纳电影节获奖）
- 浙江省杭州市萧山区非法拼装电梯曾广受关注，74台被查获的“问题电梯”通过四道技术监督部门关卡，责任皆在于一名“外聘人员”。新京报（页面存档备份，存于）
- 北京将成立专门机构审核剧本。京华时报
- 广东省汕头市海门镇逾万民众不满造成污染的华能集团电站扩建，围堵镇政府并在深汕高速公路上拦截过往车辆。有海门人告诉美国之音，他们没有文化，为了下一代继续能靠捕鱼生存而抗争。随后电站扩建被暂停。VOA（页面存档备份，存于）BBC（页面存档备份，存于）中央社12
- 中共中纪委委员、广东省委副书记朱明国表示：乌坎事件挑头者如继续对抗必当追究。美国之音称此讲话出现“阴阳版”，汕尾政府网站亦改动了讲话内容。汕尾政府/东南网美国之音（页面存档备份，存于）
- 广西临桂县一副局长醉驾撞人,县财政借百万赔款[26]。
- 温州龙湾区旅游局长跳楼身亡，疑涉及民间借贷[27]。
- 中国当局撤走封锁乌坎的大部分警察。美国之音（页面存档备份，存于）

## 12月19日
- 中共中央、全国人大常委会、国务院、中央军委为中国人民的亲密朋友金正日发表唁电，称中国人民将永远怀念永垂不朽的金正日同志，朝鲜人民必将继承其遗志，在金正恩的领导下继续建设朝鲜式社会主义强盛国家。新闻联播（页面存档备份，存于）
- 中共广东省汕尾市市委、市政府召开发布会称，乌坎事件404亩土地被收回，两村干部被双规。南方日报（页面存档备份，存于）
- 重庆啤酒八跌停,重庆证监局将调查[28]。
- 足坛反赌窝案开庭,张建强涉案260万至少判15年[29]。
- 金正日逝世,北京朝鲜餐馆闭门谢客[30]。
- 安徽“黄金第一村”地面坍塌,现40个地洞[31]。

## 12月18日
- 8岁女孩独自在家时被自家狼狗咬死吃掉[32]。
- 中共中央统战部常务副部长批有的党员实际上成为宗教信徒[33]。
- 密切关注广东陆丰乌坎镇民众维权抗争情况的广州律师唐荆陵星期天晚上8点多被当地多名公安国保人员从家中带走，当天他发表推特称广州美食节现场有数名声援乌坎人维权行动的网友被警察和便衣带走。美国之音1（页面存档备份，存于）2（页面存档备份，存于）

## 12月17日
- 中共广东省委宣传部副部长、文明办主任顾作义透露，广东修订见义勇为保护条例，拟对诬告见义勇为者追诉法律责任[34]。
- 新华网报道，国家级风景名胜区——岳麓山核心景区圈地建富人乐园：看似仿古江南园林的由麓山会经营的麓山沁园占地约10亩，建设报批存疑，是否属公开招募的地下富人会所有待考证[35]。
- 山西焦煤集团董事长白培中家中被劫，其妻当时谎报被抢300万元，但犯罪嫌疑人被抓获后，证实被盗钱财物品总价值近5000万元。有关被“小偷反腐”的质疑，受害人、太原市警方和山西焦煤集团均表示：“不予回应”。（页面存档备份，存于）
- 北京市环保局发布最新统计，截至12月17日，今年北京主要污染物浓度创十年最低。中新社
- 媒体发现，一名酒驾造成2死4伤的官员——江西农业大学副校长廖为明——仍然在职。这名官员酒驾肇事已有9个多月，被开除党籍有5个多月，被一审判处有期徒刑3年2个月。 （页面存档备份，存于）
- 中新网报道，威宁未成年少女遭房租客——湘籍男子周某诱奸，父母得知顾忌名誉商议以赔款私了反被敲诈勒索起诉遭警方强制管制[36]。

## 12月16日
- 31岁的北京一科技公司程序员——国内外公认为黑客高手杨新，伙同以赵军为首的7名广西男子等9人，编写和维护木马病毒程序盗取游戏玩家帐号与密码，7名广西男子被南京下关区法院判刑4年到1年不等，杨新被判缓刑2年6个月[37]。
- 的士狂奔送产妇，交警保驾护航传爱心：暂住武汉洪山区的24岁汉川籍产妇陈女士的士临产，青山交警陈绪林骑车一路保驾，的哥杨如泽连闯红灯狂奔平安抵医院[38]。
- 湖南株洲县洲坪乡一茶油作坊突发爆炸，致4人死亡1人受伤[39]。
- 广东媒体粤语播音需报批，拒不改正者主管将受处分。信息时报（页面存档备份，存于）英国广播公司（页面存档备份，存于）
- 美国洛杉矶警方宣布已经自首的Jeff B Zhang为袭击中国驻洛杉矶领事馆嫌疑人，来自中国上海的美国公民。Zhang具有博士学位，几个月前曾通过美国亚马逊出版一本722页的书《控诉美国司法制度之极度腐败（页面存档备份，存于）》等。美国之音（页面存档备份，存于）
- 昌平区财政局国库科财政专户会计杨立强涉嫌贪污挪用公款（含农村社会保险基金）5,100万元，于北京一中院开审[40]。
- 晋M-63370司机年安平不服交通疏导，于重庆高开区迎宾大道往成渝高速路方向匝道口故意碾死协警李代福酿8·30血案，获刑11年[41]。
- 茂名"巨贪副市长"杨光亮一审判刑19年,50万买别墅()。
- 北京规定微博用户须实名注册,非实名将禁言(（页面存档备份，存于）)。
- 成都高速路四车相撞燃烧,3人死亡(（页面存档备份，存于）)。
- 南京一病人家属跌落医院化粪池身亡(（页面存档备份，存于）)。
- 长岭涉黑董事长敛财数千万，黑老大一审被判20年([永久])。
- 郑州发免费萝卜白菜,市民寒风中排一里长队(（页面存档备份，存于）)。

## 12月15日
- 新疆伊宁针对少数民族妇女和青少年开展淡化宗教意识宣教活动，力求消除着阿拉伯服饰、留大胡子蒙面纱等非正常现象[42]。
- 近日因出席张艺谋新作《金陵十三钗》首映式而来到北京的蝙蝠侠男星克里斯蒂安·贝尔(Christian Bale)，前往山东临沂探访受软禁的盲人律师陈光诚受阻。美国之音
- 原第十一届全国人大代表，粤北首富——韶关宜达燃料公司董事长朱思宜，二审维持原判获刑16年[43]。
- 贵州高速交警于沪昆高速剑河县往贵阳方向，抓获一拦截货车的5人持刀抢劫团伙，疑犯均系平坝县人[44]。
- 重庆一水泥罐车与客车相撞,致2死25伤(（页面存档备份，存于）)。
- 李阳离婚案今开庭,改口否认使用家庭暴力()。
- 河北游客赴韩旅游,无原因被武装软禁超12小时()。
- 阜阳“协警向黑老大下跪”系另一黑老大构陷(（页面存档备份，存于）)。
- 重庆市长黄奇帆：中国农民最大问题是没有财产权(（页面存档备份，存于）)。
- 广州一超载校车撞树,16名学生受伤(（页面存档备份，存于）)。
- 沪指跌2.14%现六连阴,再创近三年来新低(（页面存档备份，存于）)。
- 湖南黑帮重金攻陷公安局，人大代表身份掩护作恶()。
- 母子俩惨死货车轮下,市民猛追逼停肇事车(（页面存档备份，存于）)。
- 河南首例超载客车司机被拘，核载63人实载106人()。
- 南京地铁一号线发生故障，乘客大量滞留()。
- 宁夏隆德境内一货车冲入餐馆造成7死3伤(（页面存档备份，存于）)。
- 河南洛阳涧河遭污染,河水变成血红色(（页面存档备份，存于）)。
- 四川成都脚手架垮塌引发桥面塌陷造成1死4伤(（页面存档备份，存于）)。
- 韩国4年扣留2万余非法捕鱼中国渔民，每年罚金几十亿韩元(（页面存档备份，存于）)。
- 四少年强迫2名男童臀坐鞭炮后点燃爆炸(（页面存档备份，存于）)。
- 中国驻洛杉矶领馆枪遭击案，警方称嫌犯系华人来自上海。环球网
- 外交部证实驻缅甸大使会见了昂山素季女士。外交部（页面存档备份，存于）
- 广东乌坎抗议信息从微博“消失”。BBC（页面存档备份，存于）

## 12月14日
- 广东省陆丰市乌坎村村民表示，防暴警察已经封锁了他们的村庄，以平息针对指称的政府非法征地而一直在举行示威的抗议者。美国之音（页面存档备份，存于）
- 遭中国处决菲律宾毒贩遗体已被运回国[45]。
- 外交部回应“韩驻华使馆遭袭击”：基本排除枪击可能[46]。
- 江苏丰县官方改口称12·12校车事故时车上47人[47]。
- 腾讯大秦网报道，西北地区首家使用无线射频识别技术的婴儿防盗系统于陕西西安西京医院诞生[48]。
- 9时24分许，安徽濉溪县百善镇宋庙街南侧一两层在建楼房发生坍塌，造成2死5伤[49]。
- 14时20分许，京沪高速江苏高邮段上行线935公里处发生11车连环相撞事故，车祸已致1六龄童死亡，10多人受伤[50]。
- 广东陆丰群体事件村民尸检结果：无外力致死迹象[51]。
- 广东陆丰乌坎违纪村官被纪委“双规”[52]。

## 12月13日
- 北京朝阳区孙河乡康营村村干部梁达伙同一房地产评估公司经理，虚假骗取拆迁补偿，涉案金额达到1.3亿余元之巨被起诉[53]。
- 海监综合能力最强、吨位最大、科技含量最高的新旗舰船——中国海监50自上海首航，将抵达日向礁、苏岩礁附近海域及春晓、平湖油气田周边海域执行海空联合巡航维权[54]。
- 重庆籍人胡广、卿刚与四川人银勇、黄碧万4名男子利用系统漏洞，于合肥拨打国际声讯电话恶意套取国际话费造成联通合肥公司话费损失342.9万元，合肥中院以诈骗罪一审判处4人10至15年不等刑期[55]。
- 河北省邯郸市律师举报问题食品未获奖励，工商所回应称大超市惹不起。新京报（页面存档备份，存于）
- 西北工业大学校内唯一澡堂推15元洗鸳鸯浴业务[56]。
- 一流浪汉冻死于陕西蓝田华胥镇卫生院的大门外。网友发帖称，曾无数次给镇政府和派出所打电话均遭回应不归其所管，11月29日至12月11日华商网微博有其跟踪报道[57]。
- 派出所信息录入出错，与吸毒的哥哥信息同出一撤：深圳宝安区福永打工的李俊自7月份以来，多次遭到警察盘问与调查之后网上实名发帖救助[58]。
- 受突降浓雾影响，青银高速济青段107公里处附近发生连环车祸，涉及13起事故，36车受损造成2死5伤[59]。
- 温州瓯海区丽岙街道一在建学校体育馆发生坍塌，所幸未造成人员伤亡[60]。

## 12月12日
- 韩联社报道，早上7时许，黄海韩小青岛西南85公里中韩公共海域，中国渔船与仁川海警发生冲突；据称韩海警1死1伤，9名中国船员被押往仁川[61]。这是近年来中韩渔业冲突的继续。
- 曾替涉黑辩护遭刑拘的北京律师李庄向最高法院提起申诉[62]。
- 下午18时许，江苏丰县发生校车事故，首羡镇中心小学一校车于张后屯村遁入河中，致15死8伤[63]。
- 晚8时许，武汉市民政学校约200米2地面突发地陷，长约20米院墙倒塌，未造成伤亡[59]。
- 上午11时15分，10月31日海口中国武术散打功夫王争霸赛上受伤的河南散打名将上官鹏飞去世，年仅23岁[64]。
- 山东省济南市的山东大学退休教授孙文广，参选人大代表独立参选人受阻。孙教授对美国之音表示，他遭到国保、公安堵门，竞选团队成员被约谈禁止进入校园。美国之音（页面存档备份，存于）
- 安徽广德冯玉林、费忠建和程玉龙3农民利用QQ空间，传播淫秽物品牟利被判刑11年至2年不等[65]。
- 邯郸市于传染病医院10月12日试行先住院后交钱服务模式，病人不满意可拒付药费；2个月来医院入住率提高，无一例拒交住院费的情况[66]。
- 农业部确认西藏堆龙德庆县柳梧乡桑达村发生H5N1亚型禽流感疫情[67]。
- 东北网报道，哈尔滨6起杀人碎尸10人特大命案逃犯——哈市平房区人杨树彬、张玉良、吴宏业与吉林市异性陪侍戢红杰4名命案逃犯全部归案[68]。
- 凌晨1时许，位于湖南溆浦县桥江镇的新溆高速在建项目塘家湾隧道发生崩塌，一重达600吨的巨石滑落至隧道口，1人当场身亡，仍有3名被困[69]。
- 凌晨2时40分左右，G60湖南湘潭境（株洲方向）1057公里处发生四车连环追尾，车祸造成1死多伤[70]。
- 中新网报道，旅居日本的中国籍男子——40岁的尚尔强网上公开贩卖大熊猫标本，涉嫌违反《濒危野生动植物种国际贸易公约》被捕[71]。
- 河南焦作、甘肃阿克塞、新疆伽师、河北唐山四地上午相继发生里氏3级以上4级以下地震[72]。
- 4·13内蒙包头惠龙集团董事长金利斌自焚事件牵扯出金额达22亿元之巨的惠龙非法吸储案于九原区法院开庭审理[73]。
- 中国社科院称中国已进入中上等收入国家()。

## 12月11日
- 新华网报道，河南偃师二里头遗址发掘出总面积超过2,100米²、距今3,600年前大型宫室建筑[74]。
- 多次被捕、住宅遭强拆、身体遭警方殴打致残——政法大学毕业的北京维权女律师倪玉兰日前获荷兰郁金香奖[75]。
- 首例竞价分割离婚财产：浙江开化法院华埠法庭在处理余某汪某离婚案时，经过20多轮的竞价，3块财产高出起拍价30万元确定了最终归属[76]。
- 中共中央总书记、国家主席胡锦涛宣布，中国近10年已累计对外提供援款1700多亿人民币。（页面存档备份，存于）
- 13时35分，著名诗人和作家柯岩（贺敬之妻子）在北京逝世，享年82岁[77]。
- 13时20分左右，204国道山东胶州市营海街道关王庙村路段，一辆拉沙车与面包车相撞，车祸致6死2重伤[78]。
- 重庆晚报报道，重庆推出校车安全标准；全市需要大约3000辆安全校车，2011年年内推出1000辆[79]。
- 现代快报报道，12月9日晚江苏南京楼市库存一度达到了53,540套，刷新2008年的最高点，创下南京楼市历史新高[80]。
- 一艘中国货轮凌晨在菲律宾北部附近海域沉没，1人遇难、1人失踪，另有13人获救[81]。
- 早上6时许，福建大俞山与福宁湾附近海域一艘200多吨货轮沉没，6名船员乘坐救生筏被救[82]。
- 江西“处长”酒驾撞人阻止施救（受害人后死亡），扬言“百万不行给千万”买命续：实系村官 已被刑拘[83]。
- 南京老汉因儿子无法上户口当街“卖儿”。现代快报（页面存档备份，存于）
- 河南永城通报丙肝疫情，当局称尚未发现不洁针具。中新（页面存档备份，存于）
- 国家工商总局：学校周边禁止开设成人用品店[84]。
- 患者就医失踪一年后成医院地下室干尸,医院拒担责[85]。

## 12月10日
- 云南西双版纳关累港中老缅泰联合巡逻执法举行首航仪式，湄公河全面恢复通航[86]。
- 3名中国公民在兴凯湖捕鱼时遭俄罗斯边防执勤抓捕，12日被刑事立案[61]。
- 辽宁沈阳万达商业广场2010年8·28火灾12人致死案，4名责任人一审分别被判刑2至5年不等[87]。
- 国际人权日，北京警察拦截访民接近联合国驻华机构。有访民叫冤称，“我没有犯法，你们为什么要拖我？”美国之音（页面存档备份，存于）
- 凌晨1时30分左右，生前因受贿调查的山西平陆县人大主任赵建新坠楼自杀身亡[88]。
- 13时30分左右，重庆梁平县回龙鞭炮引线厂发生一起燃烧事故，致1死4伤[89]。
- 18时许，位于贵州长顺县延昌水泥厂，开山炸石引发厂区矿山滑坡，至11日10时，已致4人死亡仍有3人被埋[90]。
- 清晨5时20分，位于陕西佳县佳芦镇潘家畔村中交二公局四公司榆佳高速项目部发生山体崩塌事故，造成3名河南籍男性死亡，1名女性受伤[91]。
- 上午10时左右，位于云南镇雄县杉树乡大保村苦茶坪村民小组发生一起民房爆炸事故，造成5死1伤[92]。
- 上午8时45分，位于上海嘉定区嘉唐公路2488号的力凡工艺品公司发生火灾，2人死亡[93]。
- 零点20分许，新疆第二条沙漠公路（阿和公路）439公里处发生两车相撞事故，致使9人死亡，7人受伤[94]。
- 美国驻华大使骆家辉发表国际人权日声明，称中华人民共和国监禁诺贝尔和平奖得主刘晓波，以及限制其配偶刘霞的自由，非法让高智晟“消失”，非法拘禁中国公民如陈光诚律师，以及限制藏人和维吾尔人社群的宗教自由及行使宗教的行为，与其对“世界人权宣言”的承诺不符。美国之音（页面存档备份，存于）
- 大陆男子绑浮板竹竿划7小时至台湾，称要观摩大选[95]。
- 凌晨1时30分左右，生前因受贿调查的山西平陆县人大主任赵建新坠楼自杀身亡[88]。
- 鞍山涉黑人大代表敛财20亿，欲逃美国被抓[96]。

## 12月9日
- 北京时间凌晨20分，雪龙号南极科考船载直升机自南极中山站返回母船途中失控损毁，2名机组人员安全脱险；受损直升机11日被运送到中山站[97]。
- 中新网报道，一汽客车公司研发出小学生专用校车，安全性为普通公交车的40倍[98]。
- 涉嫌贪污腐败，中储粮总河南分公司总经理李长轩被中纪委双规[99]。
- 以高息为诱饵，内蒙古伊金霍洛旗29岁的杨小梅涉嫌诈骗8037万余元被起诉[100]。
- 7日下午开始，辽宁锦州太和区平和小学90名学生发生食物中毒，无生命危险[101]。
- 下午3时许，黑龙江哈尔滨市一旅游客车乘载的香港旅游团于吉林榆树市境内发生车祸，2名香港人遇难，多人受伤[102]。
- 中国红十字会总会在官方网站公布2011年财年（2010年10月1日至2011年9月30日），全年实现财务收入近6亿，支出逾16亿元[103]。
- 外交部：俄罗斯杜马选举结果体现了人民意愿[104]。
- 以高息为诱饵，内蒙古伊金霍洛旗29岁的杨小梅涉嫌诈骗8037万余元被起诉[100]。
- 凌晨4时07分，G41760公里处的湖南郴州段发生5车连环车祸，共造成2人死亡[105]。
- 云南于西双版纳成立公安边防总队水上支队，肩负与老挝缅甸泰国共同开展湄公河水上联合巡逻执法使命[106]。
- 11月份内地CPI同比上涨4.2%，较上月大幅回落1.3个百分点，为2011年以来最低涨幅[107]。
- 人间冷暖与心酸：浙江在线报道，杭州年轻打工男子小冯收留宁波北仑籍70岁拾荒老人曹根新5年情同父子；攞患绝症后为老人找回户籍处处碰壁[108]。
- 生命奇缘：燕赵晚报报道，1992年不到4岁的河北枣强县吉科村人张登宵丧生于一场蹊跷大火惊奇复活；坚信弟弟未死的张肖娜通过网络寻亲，自称被拐卖5次的23岁河南清丰人王志伟11月23日与姐姐确认姐弟关系；亟盼DNA鉴定[109]。
- 留学生偷税案：英国《华商报》报道，一名居英留学的刘同学涉嫌偷税数十万英镑，于11月被捕[110]。
- 甘肃平凉崆峒区，致30多人中毒、3名婴幼儿死亡——4·7牛奶投毒案主犯马秀玲被判死刑[111]。
- 东莞否认色情行业发达，42场所发招嫖短信被停业[112]。

## 12月8日
- 中国社科院调查显示，60.3%的受访农民希望承包地和宅基地的所有权归村民，80%以上新生代外出务工人员不愿被称为农民工，只有3.9%的农民希望下一代生活在农村[113]。
- 欧盟拟停止对中国、巴西、印度新兴经济体和委内瑞拉、哈萨克斯坦、智利石油输出国等19国援助[114]。
- 2011年12月15日被双规的内蒙古原人民政府副主席刘卓志被起诉[115]。
- 受雪后路面结冰影响，G20济南至青岛百余公里路段，上午10点左右发生30起交通事故；截至下午3点40分救援结束为止，共造成2死3重伤[116]。
- 浙江杭州市政协原副主席吴正虎受贿1,600余万元，终审被判死缓[117]。
- 中午12点过后，辽宁建昌县华泰煤矿发生塌方，7人遇难[118]。
- 湖南宁远县中和镇慕投新村荆中秀，1996年12月28日煽动村民将中和派出所所长李国勤毒打致死，于县殡仪馆被执行死刑[119]。
- 原黄石市规划局和铁山公安局长受贿被“双开”[120]。
- 江西省德兴市，江西铜业集团下属企业多年来将废水排入乐安河，祸及下游数十万群众，造成农田减产，每人获赔不足5毛。环保局回应称 责任在于唐宋两朝。京华时报
- 世界1100个城市空气质量排名:北京杭州列千名外[121]。

## 12月7日
- 黑龙江哈尔滨市对于恶意拖欠民工工资行为，按照经济犯罪立案查办[122]。
- 钱江晚报报道，4月2日江苏常熟6工人击退24名来厂闹事者获刑，来自湘京冀苏等地的15名律师免费组成律师团介入了此案，案子出现转机[123]。
- 湖南省株洲市人大常委会副主任曾侃融因拆迁户自焚事件“引咎辞职”3个月后仍然高调在岗，称“还在走程序”。9月末即有网民质疑。汉网（页面存档备份，存于）
- 30年承租地耗费巨资修厂房、突遭毁约野蛮强拆：山东枣庄市中区齐村镇侯宅子村65岁村民郭继宽自焚跳楼[124]。
- 《中国青年报》回顾1979年中美重启留学史：当年中国编辑们最想知道“纽约市党委”如何控制《纽约时报》。（页面存档备份，存于）
- 通过行贿、殴打、非法拘禁等手段大肆组织强迫卖淫的重庆20余人涉黑团伙女老大王紫绮被执行死刑[125]。
- 凌晨时分，一辆从深圳开往贵州的贵州籍客车途经广西南丹县境内时二车相撞出车祸，当场造成6死10伤[126]。
- 中国称出口欧美食品合格率已经达到99%[127]。
- 乾隆太上皇帝圆玺1.61亿成交，刷世界纪录[128]。
- 阜阳一民办学校800多学生“蜗居”活动板房宿舍[129]。

## 12月6日
- 商务部批准雀巢以17亿美元收购徐福记60%股权的交易[130]。
- 中国青年报报道：5次转包导致工程造价大搜身——深盐路人行天桥刚建成即爆出质量问题，深圳市交通运输委发出通报承认转包问题[131]。
- 《半月谈》记者揭秘拆迁腐败：小官大贪，村组社区干部借拆迁之机，能贪污受贿上千万元；拆迁人员受贿后放任监管甚至同流合污，致使南京白下区高新技术园区拆迁费用由4.5亿元暴增至7.6亿元[132]。
- 18时30分，安徽祁门县公安局森林分局局长江宿怀驾驶皖J-0591警，由大北埠往历口方向行至深都路段时撞死一4岁男幼童[133]。
- 辽宁大连市甘井子区12人涉黑团伙分别被判刑，主犯王宪孝获刑20年[134]。
- 公安部打掉2个跨越10省的拐卖儿童团伙，解救被拐儿童178人[135]。
- 11月15日车祸受伤被送诊县中医院的湖南新田县大坪塘中学教师谢桐军，11月22日被院保卫科当作闯入医院的疯子弃于院外垃圾旁，相关责任人被免职、撤职和下岗处理[136]。
- 火星-500中国志愿者王跃于早上乘机抵达北京首都国际机场回国，机场为其举行了简短的欢迎仪式[137]。
- 从山东威海驶往湖南长沙，于G4948公里处（信阳境内）致41人死亡的鲁K-085967·22交通事故10名责任人涉嫌犯罪被提起公诉[138]。
- 中国网报道，山西大同煤矿集团原副总经理赵生龙受贿和巨额财产来历不明，涉案金额逾1,700万元被判无期[138]。
- 中国网报道，山东泗水县圣水峪乡前峪小学校长乔某改装家用面包车做校车接送学生涉嫌非法营运被解职[139]。
- 兰州军区兰A-2020612·2军车群殴街边摊贩事件续：当局称领带头群殴的当事人杨某乃临聘人员，已与其解除合同[140]。

## 12月5日
- 中国网报道，北京惊现智障奴工：通州众多豆腐黑作坊虐待劳工，记者调查发现多名智障者身上布满伤痕。11月19日云梦县沙河乡城垸村39岁的智障者舒新红被同乡、作坊老板田建军夫妇虐待致死[141]。
- 菲律宾海军对12月2日在巴拉望岛海域以非法捕捞为由扣留了6名中国渔民提起指控，如果罪名成立将面临20年刑期[142]。
- 中国网报道，深圳第二人民医院2010年11月1日至2011年10月31日期间，麻醉药低价高卖、一人处方多人使用，被罚32万元[143]。
- 央行宣布即日起，存款类金融机构人民币存款准备金率下调0.5个百分点，这是自6月20日以来本年度第二次下调存款准备金[144]。
- 人民币升值预期大减，即期汇率连续四个交易日触及跌停线[145]。
- 河道私自挖沙酿悲剧，位于山西晋中榆次区郭家堡乡源涡村，上午7点过，4名幼童于潇河溺水身亡，最大12岁最小6岁[146]。
- 12月1日深夜12时许，中山小榄镇潮源路11号出租房内9岁男童被36岁父亲陈某当街暴打致死，5日北区小学老师家访时才被发现案情[147]。
- 下午3点多，北京电影学院浴池附近，一名学生与一名清洁工因停车纠纷引发双方斗殴，43岁的河北沧州籍清洁工不治身亡[148]。
- 居于河南项城高寺镇桥北村村民张勋峰老汉10月15日去世未经火化土葬遭举报，11月15日民政局强制掘尸火化广受媒体关注，被指要挟死者亲属送钱[149]。
- 主要网站齐齐头版刊登《人民网评论：痛打网络谣言“落水狗”（页面存档备份，存于）》。

## 12月4日
- 中新网报道，户籍制度亟待改革：劳动报酬、子女教育、社保、住房和基本政治权利等不能与城市居民享有同等待遇的内地半城市化人口达1.28亿人[150]。
- 住建部日前知会地方政府，对限购政策年底到期的城市，到期之后继续延续限购[151]。
- 以研究刑事与犯罪著称著有多部著作，重庆打黑主要领导——重庆副市长兼公安局长王立军在浙大等多所高校聘为兼职教授后，再次被聘为北邮兼职教授[60]。
- 美国之音报道民众上访中央电视台，引述称首都警方管制央视附近交通，在全国普法日一天将千人投入“黑监狱”。美国之音（页面存档备份，存于）
- 河南日报报道，淮阳县齐老乡范庄村，83岁的老汉范龙云8月14日救出3落水儿童被推荐为“第三届周口市道德模范候选人”[152]。
- 上午8时45分许，浙江嘉兴市同乐路原味餐馆发生爆炸，2死3伤[153]。
- 广州日报报道，广州市萝岗区九龙镇汤村村大迳社村头，涉及5家人12座坟墓被掘，骸骨遍地；村民推测与土地纠纷有关[154]。
- 晚7时40分许，上海中环高架挨近罗山路出口处，二辆校车追逐发生碰撞后两车人员互殴导致奔驰司机当场身亡；事发后系江苏籍商人李某的宝马司机驾车逃离现场后被警方抓获；12月16日李某以涉嫌故意伤害罪被浦东新区批准逮捕[155]。

## 12月3日
- 台湾2012大选首场辩论会在台湾公共电视台举行。国民党候选人马英九重生不统不独不武，并为633政見跳票道歉；民进党主席则表示九二共识并不存在，参与谈判的辜振甫亦没听说过，应以台湾共识替代。（页面存档备份，存于）
- 中国物流与采购联合会称中国非制造业部门增长进一步放缓，11月份非制造业PMI急剧下滑。新华网（英文）（页面存档备份，存于）
- 下午3时许，成都市荷花池西二路38号小区院内，一对中年男女被发现吊死在8米高的树上。据消防人员称，这对男女3天前曾试图跳楼自杀，后被成功营救[154]。
- 6时20许，102国道河北秦皇岛市开发区境内277公里处发生交通事故，造成9死3伤[156]。
- 13时15分，位于河南焦作市工业东路的解放军第九十一中心医院3号病房楼外墙保温层着火。由于扑救及时，火情得到迅速控制，没有造成人员伤亡[157]。
- 下午2时58分，湖南宜章县城关镇玉溪街发生车祸，一辆失控东南富利卡越野套牌车俯冲狂飚约800米，导致2人死亡12人受伤；怀疑肇事者醉驾[158]。

## 12月2日
- 子弟兵肆意妄为群殴摊贩引众怒军车被砸：甘肃兰州永昌路，一辆牌号为兰A-20206军车晚上肆意乱停占据摊贩位置引纠纷，据称一女上校模样带头围殴摊贩遭千人围观引公愤，军车被砸，整个过程车内人员态度嚣张[159]。
- 中国电信和中国联通在官网发表声明，表示已向国家发改委提交整改方案和中止反垄断调查的申请。两家公司均表示将在“十二五”期间提高网速和降低网费[160]。
- 吉林市丰满区法院赵某4·14被炸致死案凶手柳晓宝被判死刑[161]。
- 早7点40分，因煤气管道泄露，位于文圣区的辽宁辽阳中燃煤气公司三院东侧一在建楼盘商业网点门前发生煤气爆炸事故，5人受伤[162]。
- 燕赵都市报报道，9月16日手术过后两日变成植物人的鲁胜利在28岁儿子黄碧海细心照料1个多月后惊奇苏醒，11月12日完全可以站立[163]。
- 中新网报道，新疆乌苏市籽棉收购量预计突破26万吨，创历史新高[164]。
- 下午3时20分左右，河北固安县境内的106国道与廊涿高速交叉口南不远处校车发生车祸，一辆满载学生小型面包发生侧翻，10多人受伤[165]。
- 内地首个交通安全日，主题为“文明交通，告别陋习”[166]。

## 12月1日
- 下午5时30分许，位于湖北武汉洪山区雄楚大街1070号建行网点门前人行道发生爆炸，造成2死15伤；16日12时，疑犯王海剑于武昌某医院抓获[167]。
- 因2010年9·10强拆自焚事件遭免职的前江西宜黄县县委书记邱建国、县长苏建国等一批官员，在1年零1个月后复出[168]。
- 西部网报道，14岁的学姐当皮条客介绍12岁学妹卖淫：陕西略阳县郭镇7名镇村干部和包工头涉嫌嫖宿幼女罪被刑拘[169]。
- 中国西藏自治区一名还俗僧人当地时间12月1日自焚。次日美国之音头版报道，并配发僧侣脖挂“聚众冲击国家机关”牌子，在军警押解之下挂车游街的照片。美国之音（页面存档备份，存于）
- 偷窥遭横祸：凌晨时分，广东佛山南海区大沥镇博爱东路与红岭路交界处，一小车车主怀疑隐私被偷窥，开车撞人导致1死2伤，警方已介入调查[170]。
- 天津新港海关原副关长胡丛华涉嫌受贿百余万元受审[171]。
- 发改委通过长沙黄花机场36.3亿元扩建项目，扩建之后机场2020年旅客吞吐量3100万人次、飞机起降量25.35万架次[172]。
- 广州日报报道，享有全国优秀警察、湖南十大杰出青年荣誉称号的张家界城管副局长龚厚钦实名举报湖南顺天集团与赵小明市长夫人承揽造价数十亿元工程后境况尴尬[173]。
- 兰州晨报报道，位于甘肃天水秦州区民主西路的明代胡氏民居全长84.5米地下通道近日全线贯通[174]。
- 人民网江苏视窗报道，2湖北籍骗子以港商名义、投资6千万元项目为诱饵，江苏金坛市政府部门被骗近百万元[175]。
- 20点48分19秒，新疆喀什地区莎车县发生5.2级地震，震源深度10公里。截至2日11点新疆民政厅统计，地震造成造成喀什地区莎车、泽普、岳普湖3县11400人受灾[176]。
- 上午9时30分许，位于深圳福田区皇岗公园内的广深港高铁（深港段）隧道工地发生钢筋架垮塌事故，16名工人被埋在钢筋架中，2名工人在事故中身亡，另有3人重伤[177]。
- 凌晨时分，广东兴宁市新圩镇虎洞村黄豆排老屋，38岁母亲谢某英割喉杀死2个幼女后自杀未遂尚未脱离生命危险，另有2女儿被强灌农药后脱险[178]。
- 内地艾滋病感染几乎波及所有人群[179]。
- 北京警方首次通报"黑监狱"事件:与5省市签协议拦截上访[180]。
- 中国男男性行为者感染率上升[181]。
- 原天津新港海关副关长胡丛华涉嫌受贿百万余被公诉[182]。
- 保安办黑监狱截外地上访,与多地政府签协议 [183]。
- 贵州威宁事业单位招考报名，越野车冲进场致1死4伤[184]。
- 山东省副省长黄胜涉嫌严重违纪被免职[185]。
- 北京地铁大兴线今晨因道岔故障“卡壳” 致交通瘫痪1小时[186]。
- 吉林2亿办冬运会，摆仿真花迎开幕[187]。
- 国家统计局公布11月份制造业PMI为49%达33个月新低，显示经济重回衰退状态。中央人民广播电台（页面存档备份，存于）
- 人民网江苏视窗报道，2湖北籍骗子以港商名义、投资6千万元项目为诱饵，江苏金坛市政府部门被骗近百万元[175]。
- 媒体称深圳当局曾多次提降低药价招标方案被上级政府否决。中国青年报（页面存档备份，存于）